# 後多久氏
多久氏（たくし）は、武家・華族だった日本の氏族。江戸時代の肥前国佐賀藩家老、多久邑主。維新後、華族の男爵家に列する。
別称は水ヶ江龍造寺氏とも。同氏が多久地方を治める以前に存在していた多久氏（前多久氏）と区別するため、後多久氏（ごたくし）と俗称される。

## 始祖
戦国大名龍造寺隆信の実弟長信を祖とするが、隆信が水ヶ江龍造寺氏から本家筋の村中龍造寺氏の相続者になった際、水ヶ江家の名跡を継いだのが長信であるため、水ヶ江家の初代である龍造寺家兼（隆信・長信兄弟の曽祖父）を祖とする場合もある。

## 動向

### 江戸時代
水ヶ江家は長信の代に、隆信により多久地方に封ぜられ、鍋島氏の国政継承後も同地を治めた。鍋島氏に遠慮して、龍造寺姓を在名の多久姓に改めてはいるものの、鍋島氏の藩政運営上もこの水ヶ江家の存在を無視することができず、長信の嫡男安順は、佐賀藩筆頭家老として実質的に藩政を采配している。
4代当主多久茂文は佐賀藩2代藩主鍋島光茂の子で、文教への志が高く、多久聖廟や学問所東原庠舎を建設するなど多久地方の文化水準向上に貢献し、以降、多久邑内からは有能な人材が多数輩出された。

### 明治以降
明治維新まで多久地方を治め、維新後、多久氏は男爵に叙せられ、華族に列した。代々木ゼミナールの著名な漢文講師多久弘一は、この多久氏の一族である。